# Romerhusene
Romerhusene, oprindeligt navngivet Kingohusene, er en klynge-/rækkehusbebyggelse i Helsingør. Bebyggelsen er bygget i årene 1957-61 og består af 60 vinkelbyggede huse med stort set samme kvadratiske grundplan, dog er en del spejlvendte, ligesom enkelte har en anden rumplacering på grund af en alternativ anbringelse af garage/carport.
Efter få år tegnede arkitekten Jørn Utzon en lignende bebyggelse i Fredensborg, kaldet Fredensborghusene.
Grundtanken i huset er den 'indre' atriumgård, en inspiration, som Jørn Utzon har fået fra byhusene i Pompeji fra antikkens romerrige, deraf tilnavnet (og eneste lokalt brugte navn) Romerhusene.
Romerhusene blev fredet 30. juni 1987.